# Iwaoa
Iwaoa là một chi ốc biển, là động vật thân mềm chân bụng sống ở biển trong họ Clavatulidae.

## Các loài
Các loài thuộc chi Iwaoa bao gồm:
- Iwaoa reticulata Kuroda, 1953[2]